# Saline Artern

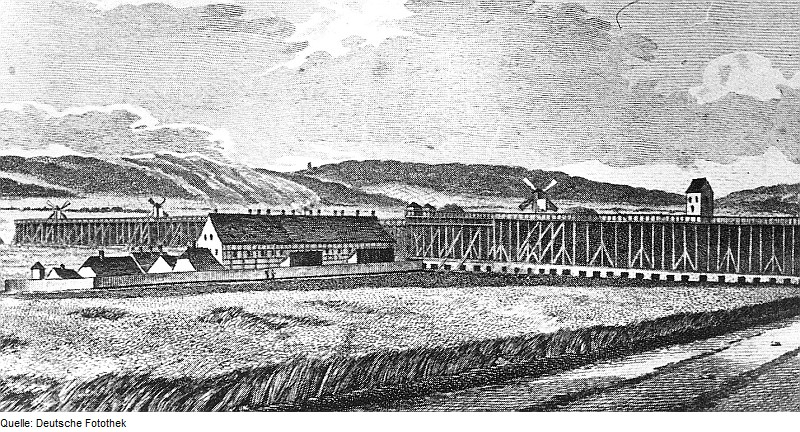
Historische Ansicht der Saline

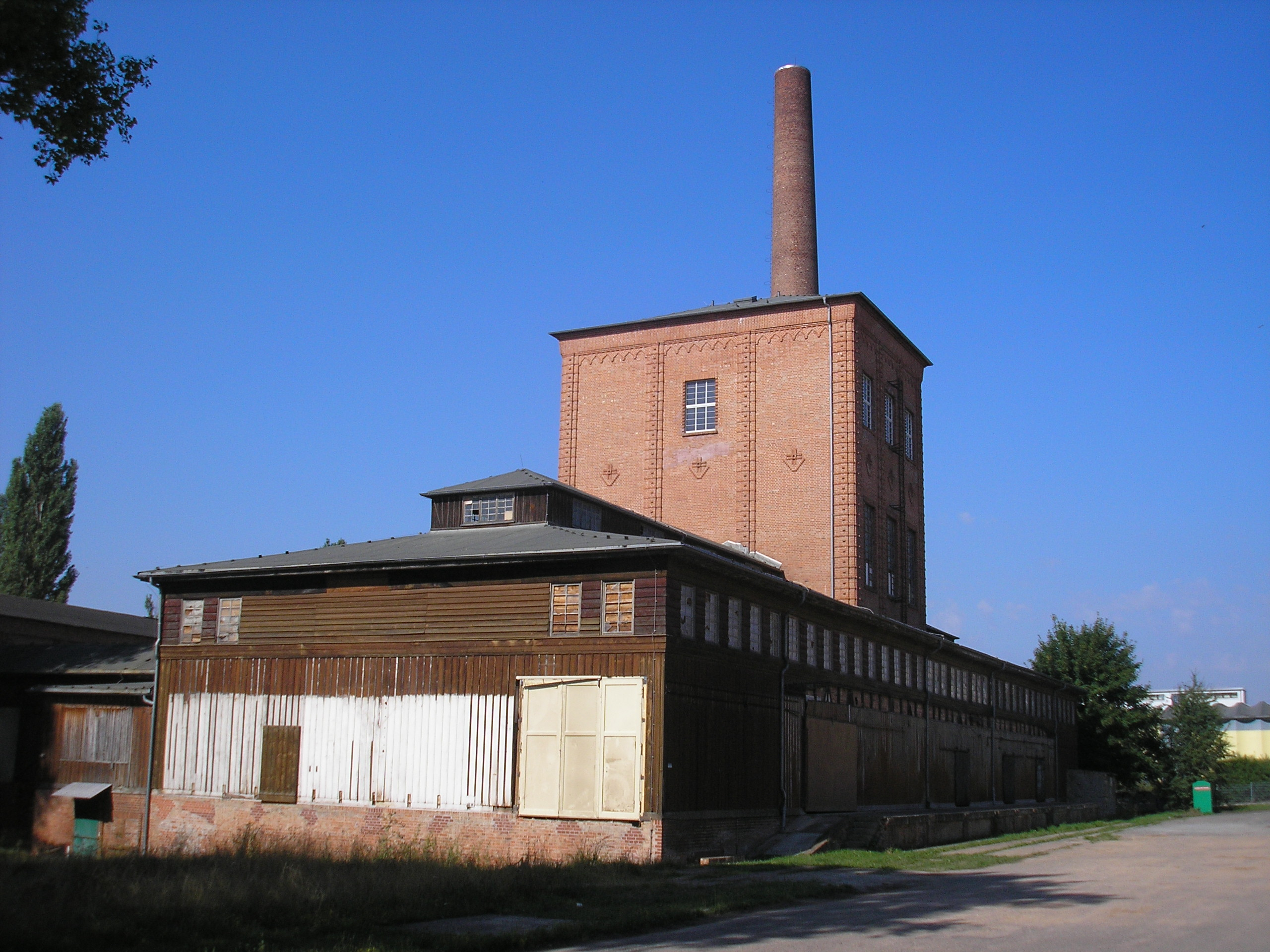
Erhaltenes Gebäude

Die Saline Artern war eine Saline in Artern.

## Geschichte
Schon im Mittelalter standen hier Kotten. 1477 besaßen die Häuser Mansfeld und Hohnstein die Rechte der Salzsiederei. 1521 kaufte auch die Stadt Artern Anteile. 1580 kaufte Kurfürst August sie. Fünf Jahre später kaufte das Haus Schwarzburg sie und legte sie still, da sie Konkurrenz für sie war. Schließlich regte August der Starke die weitere Salzerschließung im Lande an, woraufhin Johann Gottfried Borlach um 1733 Siedehäuser und Gradierwerke am anderen Ortsrand von Artern aufbauen ließ. Der kursächsische Salinendirektor Heinrich Ulrich Erasmus von Hardenberg, Vater von Novalis, war ab 1784 kursächsischer Salinendirektor in Dürrenberg, Artern und Kösen.

Nach dem Wiener Kongreß kam Artern 1815 in preußischen Besitz und gehörte fortan zur Provinz Sachsen. Ab 1850 wurde die Salzsole mit einer Dampfmaschine aus einem neuen Schacht gefördert. Das Haus Schwarzburg verkaufte die Rechte an Preußen; Friedrich Wilhelm III. trat sie an die Stadt ab. Diese richtete dann eine Kuranstalt ein. Die Anlage wurde im 20. Jahrhundert stillgelegt, weil zu viele Stechmücken auftraten. Der Arterner Solgraben ist heute ein Naturschutzgebiet; dort wächst Felsen-Beifuß.